# Banavāsi
Banavāsi är en ort i Indien.   Den ligger i distriktet Uttar Kannada och delstaten Karnataka, i den sydvästra delen av landet, 1 600 km söder om huvudstaden New Delhi. Banavāsi ligger 573 meter över havet och antalet invånare är 4 267.
Terrängen runt Banavāsi är platt. Runt Banavāsi är det ganska tätbefolkat, med 199 invånare per kvadratkilometer. Närmaste större samhälle är Ānavatti, 14,9 km öster om Banavāsi. I omgivningarna runt Banavāsi växer huvudsakligen savannskog.